# Benedictus Faletro
Benedetto Falier (Benedictus Faletro; * vor 1180; † 1207) war Patriarch von Grado von 1201 bis 1207.

## Familie
Die Familie Faletro oder Falier zählte zu den alten Geschlechtern Venedigs. Sie wird schon im ältesten Verzeichnis der venezianischen Adelsfamilien, das um die Mitte des 10. Jahrhunderts entstanden ist, zu den ältesten und edelsten gezählt. Zwei Dogen gingen aus ihr hervor, Vitale Falier (1084–1096) und Ordelaffo Falier (1101/2–1117/8), auch ein Bischof von Castello oder Olivolo, dem stadtvenezianischen Bistum, entstammte der Familie: Bonifacio Falier, Bischof von Castello 1120–1133.

## Beginn der Laufbahn
Benedetto Falier war zunächst Pfarrer der reichen Pfarre von S. Maria del Giglio in der Nähe von S. Marco; 1180, unter dem Dogen Aurio Mastropietro, wurde er zum primicerius von S. Marco gewählt. Damit war er der ranghöchste Geistliche an der Palastkapelle des Dogen; in der kirchlichen Hierarchie kam ihm die Stelle nach den venezianischen Bischöfen, aber vor allen anderen Weltgeistlichen zu. Er erfüllte unter anderem wichtige repräsentative Aufgaben; so empfing er nach der Wahl eines neuen Dogen diesen am Portal von S. Marco und überreichte ihm die Insignien seiner Herrschaft. So muss Benedetto Falier 1192 Enrico Dandolo nach seiner Wahl empfangen haben.

## Wahl und Weihe zum Patriarchen
Nach dem Tode des Patriarchen Giovanni Signolo 1201 wurde Benedetto Falier zu seinem Nachfolger gewählt. Sowohl an der Rechtmäßigkeit seiner Wahl wie an der Eignung des Kandidaten muss es Zweifel gegeben haben, denn beides ließ der Papst intensiv überprüfen. Drei Jahre nach der Wahl war der Patriarch immer noch nicht geweiht; Papst Innozenz III. warf ihm vor, seine Weihe selbst verzögert zu haben, und zwar durch Krankheit und Korpulenz, mehr des Herzens als des Körpers (propter infirmitatem et pinguedinem, sed magis cordis quam corporis, plus mentis quam ventris).

## Politik
Als Patriarch musste sich Benedetto Falier mit den Auswirkungen des Vierten Kreuzzugs auf seine Rechte auseinandersetzen. Konstantinopel war im April 1204 erobert worden; zum ersten lateinischen Patriarchen von Konstantinopel wurde der Venezianer Tommaso Morosini gewählt und im Januar 1205 von Papst Innozenz III. erhoben. Damit geriet er in Konkurrenz zum Patriarchen von Grado; Papst Hadrian IV. hatte 1137 dem damaligen Patriarchen von Grado Enrico Dandolo und seinen Nachfolgern das Recht verliehen, in Konstantinopel und in allen Städten des byzantinischen Reiches, in denen Venezianer mehrere Kirchen besaßen, den Bischof zu ordinieren und ihm die Weihe zu erteilen. Noch im März 1205, nach der Erhebung Tommaso Morosinis, ernannte Benedetto Falier den Prior Ada zum Prokurator in der Verwaltung der Besitztümer des Patriarchats in Konstantinopel. Tommaso Morosini wurde offenbar im Mai 1205 in Venedig zu einer Klärung der Zuständigkeit und zu Zugeständnissen gegenüber dem Patriarchen von Grado und seinen Rechten gedrängt. So erklärte er am 15. Mai 1205 mit Zustimmung seines Domkapitels dem Patriarchen von Grado und allen seinen Bischöfen und Äbten sowie allen übrigen Prälaten, die Kirchen im Kaiserreich besaßen, dass alle Kirchen der Venezianer in der Stadt Konstantinopel und im übrigen Kaiserreich von jeder geistlichen und weltlichen Jurisdiktion des Patriarchen von Konstantinopel frei sein sollten, obwohl ihm vom Papst Innozenz die volle und uneingeschränkte Jurisdiktion über alle Kirchen in Romanien verliehen worden sei. Im Oktober 1206 übertrug der venezianische Podestà von Konstantinopel, Marino Zeno, dem Patriarchen von Grado, Benedetto Falier, eine lange Reihe von Gebäuden und Grundstücken ebendort.

## Tod
Benedetto Falier starb zwischen März und August des Jahres 1207; im März wird er noch als Patriarch genannt, im August schon sein Nachfolger Angelo Baroci.